# La Chapelle (Ardennes)
La Chapelle ist eine französische Gemeinde mit 163 Einwohnern (Stand 1. Januar 2022) im Département Ardennes in der Region Grand Est (vor 2016 Champagne-Ardenne). Die Gemeinde gehört zum Arrondissement Sedan und zum Kanton Sedan-2. Die Einwohner werden Chapelains genannt.

## Geografie
La Chapelle liegt etwa neun Kilometer nordöstlich von Sedan an der belgischen Grenze. Umgeben wird La Chapelle von den Nachbargemeinden Bouillon (Belgien) im Norden und Nordosten, Bazeilles im Osten und Südosten, Givonne im Süden und Südwesten sowie Illy im Westen und Nordwesten.
Durch die Gemeinde führt die Route nationale 58.

## Bevölkerungsentwicklung
| 1962                       | 1968 | 1975 | 1982 | 1990 | 1999 | 2006 | 2012 | 2019 |
| -------------------------- | ---- | ---- | ---- | ---- | ---- | ---- | ---- | ---- |
| 125                        | 124  | 99   | 116  | 145  | 156  | 164  | 171  | 167  |
| Quellen: Cassini und INSEE |      |      |      |      |      |      |      |      |

## Sehenswürdigkeiten

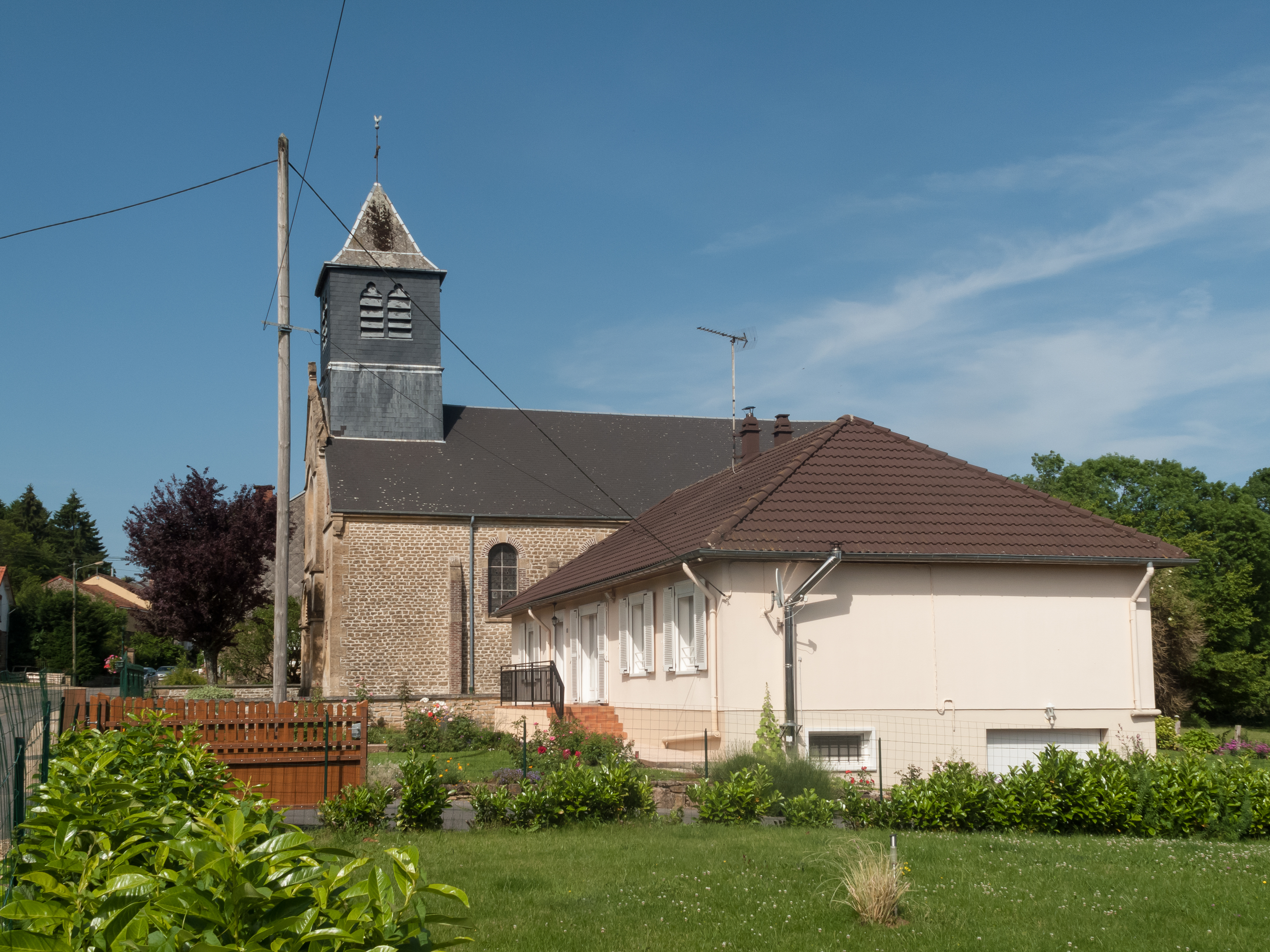
Kirche Saint-Maurice

- Kirche Saint-Maurice